# Villar de los Pisones
Villar de los Pisones es una localidad española del municipio de Asturianos, en la provincia de provincia de Zamora, y la comunidad autónoma de Castilla y León.
Enclavado junto a la orilla del río Negro, conserva la arquitectura tradicional propia del noroeste zamorano. La exuberante naturaleza de su territorio, le señala como un lugar ideal para el disfrute de la paz y la tranquilidad.

## Etimología
Villar y sus variantes (Villares, Villarino o Villarejo) es uno de los topónimos más abundantes en la provincia, tanto de la toponimia mayor (Villar de Fallaves, Villar de Farfón, Villar del Buey, Villaralbo, Villardeciervos, Villardiegua de la Ribera, Villardondiego, Villarejo de la Sierra, Villarino de Cebal, Villarino de Manzanas, Villarino de Sanabria y Villarino Tras la Sierra), como de la toponimia menor. Son topónimos que proceden del «villare» latino que a su vez deriva de «villa», palabra que primitivamente significó explotación agraria, luego aldea, más tarde, ya en la última época romana y en los principios de la Alta Edad Media pequeña ciudad con municipio. El derivado «villare» es, al principio, una explotación desgajada del fundo primitivo que más tarde fue fundo y que en ocasiones terminó siendo una aldea, y en otras incluso una villa. Es decir, «villare» y por tanto villar, se refiere a una localidad más pequeña que el núcleo de población designado por villa, por lo que, en general, los «villare» son más pequeñas y de menor categoría histórica y administrativa que los núcleos de población conocidos por un topónimo compuesto cuyo primer elemento es villa o villas. Además los topónimos villa se suelen deber a la repoblación cristiana de los siglos X, XI y XII, pues villa parece haber sido el apelativo con el significado de población, villa, aldea, etc. preferido por los repobladores medievales, mientras que los llamados villar, villares, villarejo o villarino proceden directamente asentamientos de época romana, como atestiguan los abundantes restos romanos que suelen ofrecer, sobre todo cerámica y tégulas.

## Geografía
Se encuentra ubicado en la comarca de Sanabria, al noroeste de la provincia. Pertenece al municipio de Asturianos junto con las localidades de Asturianos, Cerezal,  Entrepeñas, Lagarejos y Rioconejos.
Se encuentra muy próximo a la A-52 o autovía de la Rías Bajas y a la N-525. Su acceso habitual es desde la N-525, para lo que se ha de tomar la salida del cruce con la CL-622 en dirección a Anta de Rioconejos, aunque a los pocos kilómetros se encuentra el cruce señalizado con la carretera que va directamente hacia Villar de los Pisones.

## Historia
Durante la Edad Media Villar de los Pisones quedó integrado en el Reino de León, cuyos monarcas habrían acometido la repoblación de la localidad dentro del proceso repoblador llevado a cabo en Sanabria. Tras la independencia de Portugal del reino leonés en 1143 Villar de los Pisones habría sufrido por su situación geográfica los conflictos entre los reinos leonés y portugués por el control de la frontera, quedando estabilizada la situación a inicios del siglo XIII.
Posteriormente, en la Edad Moderna, Villar de los Pisones fue una de las localidades que se integraron en la provincia de las Tierras del Conde de Benavente y dentro de esta en la receptoría de Sanabria. No obstante, al reestructurarse las provincias y crearse las actuales en 1833, la localidad pasó a formar parte de la provincia de Zamora, dentro de la Región Leonesa, quedando integrado en 1834 en el partido judicial de Puebla de Sanabria.
Finalmente, en torno a 1850, el antiguo municipio de Villar de los Pisones se integró en el de Asturianos.

## Monumentos y lugares de interés
Tiene en su iglesia parroquial su edificio más representativo. De este templo destacan sus canecillos en los que se representan imágenes muy variadas de personas y animales. También hay una losa situada en la parte alta del muro en el que se encuentra la talla de un clavario.
En las inmediaciones del río Negro se pueden encontrar los lugares en los que durante siglos se asentaron molinos y batanes.

## Cultura

### Fiestas
Celebra sus fiestas el 28 de enero, en conmemoración a San Tirso, y el 21 de agosto, Nuestra Señora del Rosario.